# Germund Johansson
Germund Johansson, född 1 april 1969, är en svensk tidigare friidrottare (längdhopp och tresteg). Han tävlade för bl.a. IFK Lund och Malmö AI. Han innehade det svenska rekordet i längdhopp åren 1991 till 1993.

## Karriär (längdhopp)
Den 27 juli 1991 förbättrade Johansson Matias Ghansahs nysatta svenska rekord genom att hoppa 7,98. Han fick behålla rekordet till 1993 då Mattias Sunneborn övertog det med ett hopp på 7,99.